# Deborah Bull, Baronessa Bull di Aldwych
Deborah Bull, baronessa Bull di Aldwych (Derby, 22 marzo 1963), è una direttrice artistica, scrittrice ed ex ballerina britannica.

## Biografia
Dopo aver studiato alla Royal Ballet School e vinto il Prix de Lausanne nel 1980, nel 1981 si è unita alla compagnia del Royal Ballet e nel 1992 è stata promossa al rango di prima ballerina. Durante i suoi vent'anni con la compagnia ha danzato molti dei maggiori ruoli femmini del repertorio, tra cui Odette e Odile ne Il lago dei cigni, Aurora ne La bella addormentata e Kitri in Don Chisciotte.
Acclamata interprete dell'opera di William Forsythe e George Balanchine, Bull ha danzato coreografie di Ashley Page, David Bintley, Michael Corder, Emma Diamond, Wayne McGregor, Glen Tetley e Twyla Tharp. Particolarmente apprezzata è stata la sua interpretazione nel Steptext di Forsythe, per cui ha ricevuto una candidatura al Laurence Olivier Award per l'eccellenza nella danza. Insieme al Royal Ballet ha danzato in Canada, Stati Uniti, Giappone ed in Italia. Nel marzo 2001 è stata invitata a ballare al Teatro dell'Opera di Roma in un trittico dedicato a Vaclav Nižinskij, in cui ha danzato il ruolo della Fanciulla ne La sagra della primavera e ha ballato accanto a Carla Fracci in Jeux. Ha dato il suo addio alle scene nell'agosto dello stesso anno.
Nel 1998 ha fondato l'Artists' Development Initiative alla Royal Opera House, un programma ideato per facilitare collaborazioni tra il Royal Ballet e altre compagnie di danza o artisti freelance. Il programma si è rivelato un successo e nei suoi primi due anni ha portato la compagnia a collaborare con oltre duecentocinquanta artisti; nel 2001 l'Artists' Development Initiative è valsa a Bull il Time Out Award. Nel gennaio 2002 è diventata la dirretrice creativa di ROH2, una sezione del Royal Ballet dedicata a sviluppare e rappresentare balletti in scala ridotta. Dal 2008 al 2012 è stata promossa a direttrice creativa della Royal Opera House.
Alla carriera artistica e amministrativa ha affiancato quella di scrittrice e saggista. Ha scritto articoli culturali sulla danza per The Times, The Daily Telegraph, The Sunday Times, The Sunday Telegraph, New Statesman e The Spectator; inoltre ha lavorato come critica per The Literary Review e The Telegraph, per cui è stata anche colonnista dal 1999 al 2001. Ha pubblicato quattro libri: The Vitality Plan (1998), Dancing Away (1998), The Faber Pocket Guide to Ballet (2004) e The Everyday Dancer (2011). In qualità di esperta di danza ha collaborato con numerosi programmi televisivi e radiofonici sull'argomento per la BBC ed è stata giudice per il Man Booker Prize nel 2010.

## Opere letterarie
- The Vitality Plan, Londra, Dorling Kindersley, 1998. ISBN 978-0751310955
- Dancing Away: A Covent Garden Diary, Londra, Methuen Publishing, 1998. ISBN 978-0413726001
- The Everyday Dancer, Londra, Faber & Fabler, 2011. ISBN 978-0571238927

La danza di ogni giorno, trad. di R. Maresca, EDT, 2012. ISBN 978-8866391272
- The Faber Pocket Guide to Ballet, con Luke Jennings, Londra, Faber & Faber, 2014. ISBN 978-0571309740